# Berlínská deklarace (1945)

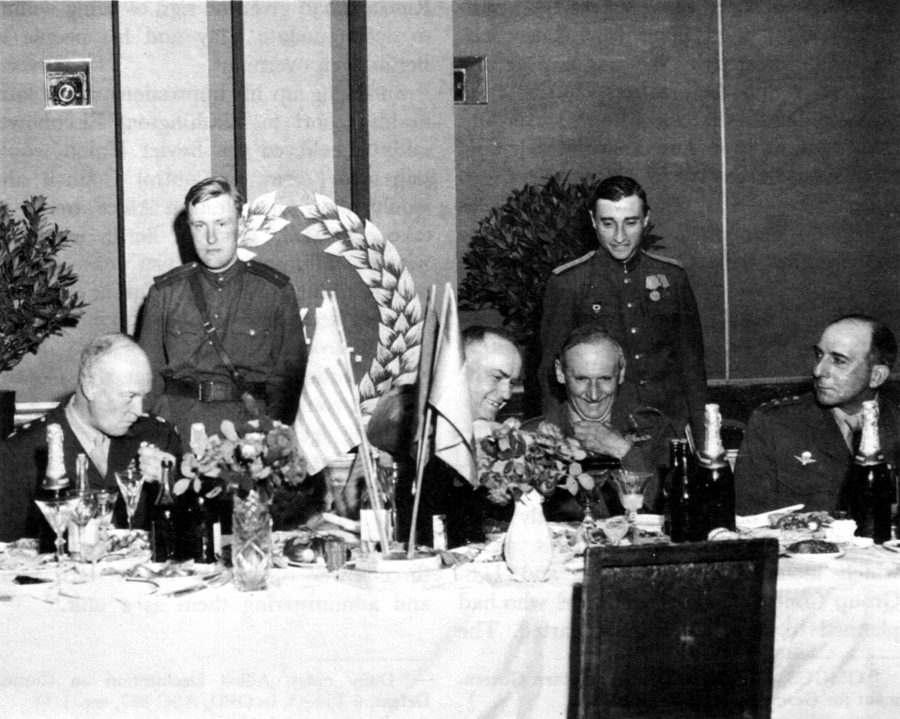
Signatáři deklarace (sedící, zleva): generál Eisenhower, maršál Žukov, maršál Montgomery, generál de Lattre de Tassigny.

Berlínská deklarace (oficiálně Prohlášení o porážce Německa a převzetí nejvyšší moci ve vztahu k Německu vládami Spojených států amerických, Svazu sovětských socialistických republik, Spojeného království a prozatímní vládou Francouzské republiky, anglicky Declaration regarding the defeat of Germany and the assumption of supreme authority with respect to Germany by the Governments of the United States of America, the Union of Soviet Socialist Republics, the United Kingdom and the Provisional Government of the French Republic) byl právní dokument vydaný 5. června 1945, kterým Vítězné mocnosti převzali nejvyšší moc nad územím Říše a řešily základní administrativní otázky.  

## Signatáři
Deklaraci podepsali spojenečtí velitelé:
- Georgij Konstantinovič Žukov za Sovětský svaz
- Dwight David Eisenhower za Spojené státy americké
- Bernard Law Montgomery za Spojené království
- Jean de Lattre de Tassigny za prozatímní vládu Francouzské republiky

## Obsah
| „                     | Vlády Spojených států amerických, Svazu sovětských socialistických republik a Spojeného království a prozatímní vláda Francouzské republiky tímto přebírají nejvyšší státní moc ve vztahu k Německu, včetně všech pravomocí, které přísluší německé vládě, vrchnímu velení a jakýmkoliv státním, obecním nebo místním vládám nebo úřadům. Výše uvedené nemá za následek anexi Německa. | “ |
| — Berlínská deklarace | |   |

Deklarace potvrdila existenci Německa (Německé říše) jako celku zahrnujíce východní teritoria k 31. prosinci 1937 a jeho rozdělení do čtyř okupačních zón v souladu s výsledky Jaltské konference. Deklarace sestávala z 15 článků, přičemž prvních osm se týkalo kapitulace německých ozbrojených sil a předání vojenského vybavení a výzvědných prostředků spojencům. Do července 1945 byly tyto akce z velké části dokončeny. Klíčovými pro budoucí správu Německa byly článek 11, který předpokládal zatčení nacistických vůdců a jejich postavení před soud, a článek 13, který spojeneckým mocnostem poskytoval téměř neomezenou pravomoc řídit německé civilní, ekonomické a právní struktury v zónách pod jejich správou.

## Další vývoj
Do konce června vyklidili západní spojenci německá východní území, která byla začleněna do sovětské okupační zóny. Následně Postupimská dohoda ze dne 2. srpna 1945 stanovila hranici mezi Polskem a Německem na linii Odra-Nisa a tato území se dostala pod správu polské prozatímní vlády. Dne 30. srpna 1945 byla zřízena Spojenecká kontrolní rada, za účelem výkonu vládní moci ve spojencem okupovaném Německu. 